# John Raleigh Mott
John Raleigh Mott (født 25. maj 1865, død 31. januar 1955) var i mange år leder af YMCA.
Mott blev tildelt Nobels fredspris i 1946 sammen med Emily Greene Balch.